# Balsa
Balsa ili balzovina (španj. balsa: splav) je drvo vrste Ochroma lagopus iz porodice simalovki (lat. Bombacaceae), raširene u Srednjoj Americi i sjevernom dijelu Južne Amerike; uzgaja se u Africi i Aziji. Lakše je od pluta, vrlo meko, slabo elastično; teško se obrađuje i nije trajno. Upotrebljava se za pojaseve i splavi za spašavanje, plutače, čamce, u proizvodnji zrakoplova, za zvučnu i toplinsku izolaciju, za specijalnu ambalažu, za prigušivanje vibracija strojeva (podloge) i drugo.